# Шовкопляс Ілля Петрович
Шовкопляс Ілля Петрович (31 січня 1927, с. Перекопівка Роменський район, Сумська область Україна) — Ветеран білоруського боксу, неодноразовий чемпіон Республіки Білорусь. Найсильніший боксер у важкій вазі СРСР.

## Біографія
Народився (31 січня 1927) року у селі Перекопівка Роменському районі, Сумської області Україна. Закінчив Білоруський Державний інститут фізичної культури (рос. БГИФК) в 1957 році. С 1956 по 1994 працював учителем фізкультури. Учасник Німецько-радянської війни, нагороджений орденом «Вітчизняної війни», медаль «За перемогу».
Почав виступати за збірну білоруської радянської соціалістичної республіки по боксу в 1949 році у важкій вазі (від 81 кг і вище).
Чемпіон Республіки Білорусь с (1949–1953.) Провів 108 боїв, з яких в 98 отримав перемогу, в 10 боях займав 2 і 3 місця. Учасник особистої і командної першості СРСР. Призер першості Збройних сил СРСР (1949–1953.)